# Puchar Intertoto UEFA (1998)
Puchar Intertoto UEFA 1998 był 38. edycją piłkarskiego turnieju, czwartą pod egidą UEFA. Turniej toczył się w formule pucharowej z udziałem 60 drużyn. Zespoły zagrały o trzy miejsca w Pucharze UEFA.

## Pierwsza runda
| Drużyna 1                            | Wynik dwumeczu | Drużyna 2           | Pierwszy mecz | Drugi mecz |
| ------------------------------------ | -------------- | ------------------- | ------------- | ---------- |
| Altay SK                             | 5:4            | Shamrock Rovers     | 3:1           | 2:3        |
| Ethnikos Achna                       | 2:5            | Örgryte Göteborg    | 2:1           | 0:4        |
| Dniapro-Transmasz Mohylew            | 2:10           | Debreceni VSC       | 2:4           | 0:6        |
| Leiftur                              | 0:6            | Worskła Połtawa     | 0:3           | 0:3        |
| Ebbw Vale                            | 1:9            | Kongsvinger IL      | 1:6           | 0:3        |
| Național Bukareszt                   | 5:2            | Hapoel Hajfa        | 3:1           | 2:1        |
| Austria Wiedeń                       | 2:3            | Ruch Chorzów        | 0:1           | 2:2        |
| Bałtika                              | 5:1            | Spartak Warna       | 4:0           | 1:1        |
| Stabæk                               | 3:5            | Vojvodina           | 1:2           | 2:3        |
| Hrvatski Dragovoljac                 | 2:4            | Lyngby BK           | 1:4           | 1:0        |
| Rimavská Sobota                      | 3:2            | Omagh Town          | 1:0           | 2:2        |
| CS Hobscheid                         | 1:2            | FC Hradec Králové   | 0:0           | 1:2        |
| Diósgyőri VTK                        | 5:2            | Sliema Wanderers    | 2:0           | 3:2        |
| Turun Palloseura                     | 3:3 (br. wyj.) | FC Sion             | 0:1           | 3:2        |
| VB Vágur                             | 1:6            | Boby Brno           | 0:3           | 1:3        |
| FC Sankt Gallen                      | 9:3            | Viljandi Tulevik    | 3:2           | 6:1        |
| Dinaburg FC                          | 2:5            | Ozeta Dukla Trenčín | 1:1           | 1:4        |
| Inkaras Kowno                        | 1:1 (k. 5:4)   | Bakı Fəhləsi        | 1:0           | 0:1        |
| Torpedo Kutaisi                      | 7:1            | Erebuni Erywań      | 6:0           | 1:1        |
| FK Makedonija Dźorcze Petrow         | 5:3            | Olimpija Lublana    | 4:2           | 1:1        |
| Po lewej gospodarz pierwszego meczu. |                |                     |               |            |

## Druga runda
| Drużyna 1                            | Wynik dwumeczu | Drużyna 2          | Pierwszy mecz | Drugi mecz |
| ------------------------------------ | -------------- | ------------------ | ------------- | ---------- |
| Werder Brema                         | 5:1            | Inkaras Kowno      | 4:1           | 1:0        |
| Turun Palloseura                     | 2:5            | Szynnik Jarosław   | 0:2           | 2:3        |
| Boby Brno                            | 5:5 (br. wyj.) | RCD Espanyol       | 5:3           | 0:2        |
| Akademisk BK                         | 3:3 (br. wyj.) | Worskła Połtawa    | 2:2           | 1:1        |
| Wüstenrot Salzburg                   | 3:2            | FC Sankt Gallen    | 3:1           | 0:1        |
| PAE Iraklis 1908                     | 3:4            | Național Bukareszt | 3:1           | 0:3        |
| Lommel United                        | 2:2 (br. wyj.) | Torpedo Kutaisi    | 0:1           | 2:1        |
| Vojvodina                            | 4:0            | Örebro SK          | 2:0           | 2:0        |
| FK Makedonija Dźorcze Petrow         | 1:7            | Bastia             | 1:0           | 0:7        |
| Twente                               | 2:0            | Kongsvinger IL     | 2:0           | 0:0        |
| Sampdoria                            | 2:1            | Rimavská Sobota    | 2:0           | 0:1        |
| Samsunspor                           | 4:3            | Lyngby BK          | 3:0           | 1:3        |
| Debreceni VSC                        | 1:1 (br. wyj.) | FC Hradec Králové  | 0:0           | 1:1        |
| Altay SK                             | 2:1            | Diósgyőri VTK      | 1:1           | 1:0        |
| Örgryte Göteborg                     | 2:2 (br. wyj.) | Ruch Chorzów       | 2:1           | 0:1        |
| Ozeta Dukla Trenčín                  | 0:1            | Bałtika            | 0:1           | 0:0        |
| Po lewej gospodarz pierwszego meczu. |                |                    |               |            |

## Trzecia runda
| Drużyna 1                            | Wynik dwumeczu | Drużyna 2          | Pierwszy mecz | Drugi mecz  |
| ------------------------------------ | -------------- | ------------------ | ------------- | ----------- |
| Debreceni VSC                        | 3:2            | Hansa Rostock      | 1:1           | 2:0         |
| KRC Harelbeke                        | 0:4            | Sampdoria          | 0:1           | 0:0         |
| Auxerre                              | 1:2            | RCD Espanyol       | 1:1           | 0:1         |
| Ruch Chorzów                         | 2:2 (k. 4:2)   | Estrela Amadora    | 1:1           | 1:1         |
| Valencia CF                          | 4:2            | Szynnik Jarosław   | 4:1           | 0:1         |
| Crystal Palace                       | 0:4            | Samsunspor         | 0:2           | 0:2         |
| Fortuna Sittard                      | 5:2            | Worskła Połtawa    | 3:0           | 2:2         |
| Bologna                              | 3:3 (br. wyj.) | Național Bukareszt | 2:0           | 1:3         |
| Bastia                               | 4:3            | Altay SK           | 2:0           | 2:3 (dogr.) |
| Lommel United                        | 2:5            | Werder Brema       | 1:3           | 1:2         |
| Twente                               | 3:5            | Wüstenrot Salzburg | 2:2           | 1:3         |
| Vojvodina                            | 4:2            | Bałtika            | 4:1           | 0:1         |
| Po lewej gospodarz pierwszego meczu. |                |                    |               |             |

## Półfinał
| Drużyna 1                            | Wynik dwumeczu | Drużyna 2          | Pierwszy mecz | Drugi mecz |
| ------------------------------------ | -------------- | ------------------ | ------------- | ---------- |
| Bastia                               | 2:4            | Vojvodina          | 2:0           | 0:4        |
| Bologna                              | 3:2            | Sampdoria          | 3:1           | 0:1        |
| Fortuna Sittard                      | 3:4            | Wüstenrot Salzburg | 2:1           | 1:3        |
| Ruch Chorzów                         | 4:0            | Debreceni VSC      | 1:0           | 3:0        |
| Werder Brema                         | 6:0            | Samsunspor         | 3:0           | 3:0        |
| RCD Espanyol                         | 0:3            | Valencia CF        | 0:1           | 0:2        |
| Po lewej gospodarz pierwszego meczu. |                |                    |               |            |

## Finał
| Drużyna 1                            | Wynik dwumeczu | Drużyna 2    | Pierwszy mecz | Drugi mecz |
| ------------------------------------ | -------------- | ------------ | ------------- | ---------- |
| Bologna                              | 3:0            | Ruch Chorzów | 1:0           | 2:0        |
| Wüstenrot Salzburg                   | 1:4            | Valencia CF  | 0:2           | 1:2        |
| Werder Brema                         | 2:1            | Vojvodina    | 1:0           | 1:1        |
| Po lewej gospodarz pierwszego meczu. |                |              |               |            |